# How I Spent My Strummer Vacation
«How I Spent My Strummer Vacation» (рус. Как я провел свои Страммеровы каникулы) — вторая серия четырнадцатого сезона мультсериала «Симпсоны».

## Сюжет
Однажды Гомер приходит в таверну Мо и обнаруживает, что у него нет денег, чтобы заплатить за пиво, поэтому ему приходится уйти от Мо трезвым. Тогда Гомер решает опьянеть при помощи иных методов: он дышит разрежённым воздухом на вершине горы, облизывает жаб, сдаёт кровь и так далее. Мо чувствует себя виноватым и даёт Гомеру бесплатное пиво, но Гомер уже и без него достаточно опьянён. Мо, Ленни и Карл сажают Гомера в такси, чтобы отправить его домой. Такси, на котором ехал Гомер, оказалось местом съёмок нового реалити-шоу под названием «Таксомоторные Беседы». В этой передаче пьяный Гомер наговорил много неприятных вещей о Мардж и детях. Также он упоминает о своей мечте стать рок-звездой. Члены семьи злятся на Гомера, но вскоре понимают, что они действительно несколько обременяют его. Поэтому, чтобы исполнить мечту Гомера, семья отправляет его в рок-н-рольный лагерь, которым управляют «The Rolling Stones». В лагере Гомер и его друзья-сограждане узнают о том, что в жизни лагеря действительно будут принимать участие участники группы «The Rolling Stones» — Мик Джаггер, Кит Ричардс, Элвис Костелло, Ленни Кравиц, Том Петти и Брайан Сетцер.
Но длится это недолго, поскольку лагерь оказался однонедельным. Мечта Гомера разрушена и он не хочет уезжать. Мик Джаггер предлагает Гомеру шанс выступить на концерте в ресторане «Планета Голливуд». Взволнованный Гомер получает гостевые билеты для своих друзей: таким образом они смогут увидеть его на концерте. Но Гомер неприятно потрясён тем, что его всего лишь просят выполнить обязанности администратора разъездных выступлений, а именно проверить микрофон. Когда Гомер выходит на сцену, чтобы сделать это, он видит свою семью и друзей, поддерживающих его, и тогда он решает спеть: он поёт хорошую рок-песню и этим затмевает всех. Это возмущает рок-звёзд, которые пытаются догнать Гомера на мобильной огнедышащей голове дьявола. Голова дьявола выходит из-под контроля, падает со сцены и распугивает аудиторию.
Чувствуя себя виноватыми из-за своих действий, музыканты предлагают Гомеру возможность выступить на другом благотворительном концерте (для жертв сегодняшнего концерта), но Гомер отказывается и говорит им, что теперь он предпочитает выступать дома. Но в конце серии Гомер заменяет свой автомобиль крупной мобильной головой дьявола и использует её, чтобы отвозить детей в школу. Директор Скиннер говорит Гомеру, что там, где он остановился, могут останавливаться только автобусы. В отместку Гомер, к восхищению детей, активирует огненное дыхание мобильного дьявола и дотла сжигает одежду недружелюбного директора.

## Отношение критиков и публики
Роберт Кэннинг с сайта IGN в своём обзоре «Flashback Review» поставил серии оценку 8.6, назвав серию «Превосходной», а также отметив: «Данный сезон — очень неоднозначный, но эта серия — действительно одна из лучших в нём». В 2007 году Саймон Крерэр из «The Times» внёс камео Мика Джаггера, Кита Ричардса, Элвиса Костелло и Ленни Кравица в свой список «33 самых забавных камео в истории сериала «Симпсоны».

## Культурные отсылки
- Название серии — каламбур с использованием фамилии Джо Страммера из группы «The Clash».
- Шоу «Таксомоторные беседы» — пародия на передачу «Taxicab Confessions» («Признания в Такси»).